# Самсоновка (Луганская область)
Самсоновка (укр. Самсонівка) — село в Краснодонском районе Луганской области Украины. Под контролем самопровозглашённой Луганской Народной Республики. Административный центр Самсоновского сельского совета.

## География
Соседние населённые пункты: посёлок Новосемейкино и город Молодогвардейск на юге, посёлок Семейкино и сёла Радянское на юго-западе, Андреевка, Красное на западе, Придорожное и Новоанновка на северо-западе, Белоскелеватое на севере, Липовое и Дружное на северо-востоке, Малый Суходол на востоке, город Суходольск на юго-востоке.

## Население
Население по переписи 2001 года составляло 1282 человека.

## Общие сведения
Почтовый индекс — 94472. Телефонный код — 6435. Занимает площадь 2,098 км². Код КОАТУУ — 4421488801.

## Местный совет
94472, Луганская обл., Краснодонский р-н, с. Самсоновка, ул. Молодогвардейская, 30